# Vlaamse Pijl 2009
La Vlaamse Pijl 2009, quarantaduesima edizione della corsa, valida come evento del circuito UCI Europe Tour 2012 categoria 1.2, fu disputata il 7 marzo 2009 su un percorso di 154,7 km. Fu vinta dal belga Jan Ghyselinck, che giunse al traguardo in 3h 39' 00" alla media di 42,384 km/h.
Furono 103 i ciclisti che portarono a termine la competizione.

## Ordine d'arrivo (Top 10)
| Pos. | Corridore           | Squadra         | Tempo    |
| ---- | ------------------- | --------------- | -------- |
| 1    | Jan Ghyselinck      | Beveren 2000    | 3h39'00" |
| 2    | Bram Schmitz        | Van Vliet-EBH   | s.t.     |
| 3    | Bert Scheirlinckx   | Landbouwkrediet | s.t.     |
| 4    | Nico Kuypers        | Soenens         | s.t.     |
| 5    | Jan Bakelants       | Topsport Vl.    | s.t.     |
| 6    | Bastien Delrot      | Roubaix         | s.t.     |
| 7    | Tejay van Garderen  | Rabobank Cont.  | s.t.     |
| 8    | Baptiste Planckaert | Soenens         | s.t.     |
| 9    | Ben Hermans         | Topsport Vl.    | s.t.     |
| 10   | Arjen de Baat       | Van Vliet-EBH   | s.t.     |